# 궁중의회

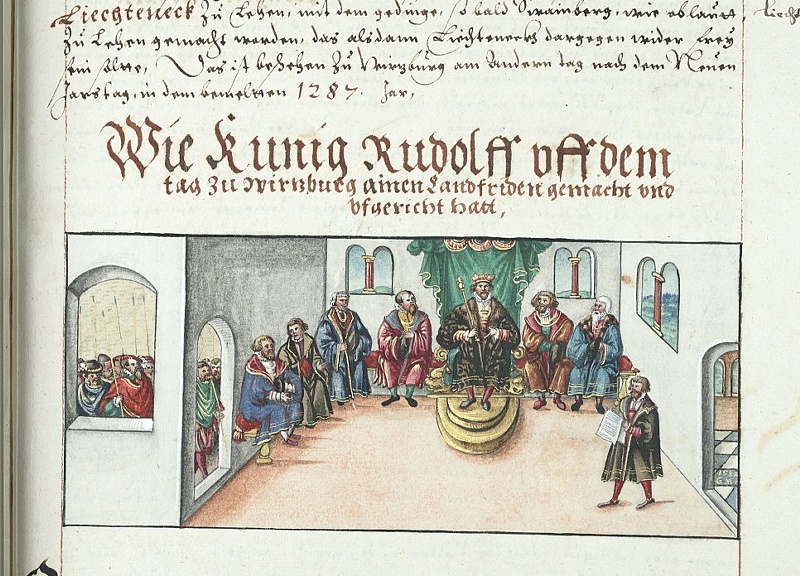
뷔르츠뷔르크 주교들의 연대기에 묘사된 루돌프 1세의 궁중의회.

궁중의회(독일어: Hoftag 호프탁[*])는 신성로마제국에서 신성로마황제 또는 각 제후들의 궁정에서 소집되던 비공식적이고 비정기적인 통치회의다.

## 같이 보기
- 제국의회 (신성 로마 제국)